# Mystus malabaricus
Mystus malabaricus is een  straalvinnige vissensoort uit de familie van stekelmeervallen (Bagridae). De wetenschappelijke naam van de soort is voor het eerst geldig gepubliceerd in 1849 door Thomas C. Jerdon.
De soort staat op de Rode Lijst van de IUCN als Gevoelig, beoordelingsjaar 2010.